# Д’Обюссон, Эдуардо
Эдуардо д’Обюссон Мунгия (исп. Eduardo d'Aubuisson Munguía; 14 ноября 1974, Санта-Текла — 19 февраля 2007, Гватемала) — сальвадорский крайне правый политик, лидер молодёжной организации Националистического республиканского альянса (ARENA), депутат Центральноамериканского парламента. Младший сын основателя ARENA майора Роберто д’Обюссона. Убит в Гватемале по заказу криминального клана.

## Происхождение
Родился в семье Роберто д’Обюссона — майора военной разведки, лидера ультраправых сил Сальвадора, организатора эскадронов смерти. Детство Эдуардо пришлось на разгар гражданской войны, в которой его отец принимал самое активное участие. Неоднократно менял место проживания и учёбы, перемещаясь из Сальвадора в Гватемалу и обратно. Отличался авантюрным задиристым характером.

## Политик националистической молодёжи
Ко времени совершеннолетия Эдуардо д’Обюссона гражданская война завершилась. Тогда же, в 1992, скончался Роберто д’Обюссон-старший. Двое его сыновей были воспитаны в духе партийной идеологии Националистического республиканского альянса (ARENA) и состояли в его молодёжной организации. При этом младший Эдуардо выступал более радикально, нежели старший Роберто Хосе. С детства Эдуардо проявлял активный интерес к партийным делам, тогда как Роберто Хосе отдавал предпочтение бизнесу.
В 1999—2004, при правительстве президента Франсиско Флореса, Эдуардо д’Обюссон служил помощником министра внутренних дел Марио Акосты Оэртеля. С 2006 возглавлял молодёжную организацию ARENA. Являлся депутатом Центральноамериканского парламента. Придерживался крайне правых националистических и антикоммунистических взглядов, во всех принципиальных вопросах стоял на позициях д’Обюссона-старшего. При этом проявлял командные качества и партийную дисциплину, поддерживал руководство ARENA, называл себя «не политиком карьеры, но политиком структуры».

## Убийство в Гватемале
19 февраля 2007 трое сальвадорских депутатов — Эдуардо д’Обюссон, Уильям Пичинте, Хосе Рамон Гонсалес — направлялись на заседание Центральноамериканского парламента в Гватемале. В их повестке дня содержались, в частности, переговоры с представителями оппозиционной партии ФНОФМ. Все они, а также водитель Херардо Рамирес были найдены убитыми в сожжённом автомобиле. Произошло это близ деревни Эль-Хокотильо, примерно в 40 километрах от гватемальской столицы.
Президент Сальвадора Антонио Сака в публичном заявлении возложил ответственность на политических противников партии ARENA (не уточняя, кто именно имеется в виду). Политической версии способствовал знаковый характер имени д’Обюссона — самого молодого, но и самого известного из погибших.
Доподлинно установить обстоятельства и мотивы преступления не удавалось: четверо подозреваемых — сотрудники гватемальской полиции — были арестованы, но в тот же день убиты в тюрьме. Предположения на этот счёт допускались самые различные: от случайной ошибки полицейских, принявших депутатов за разыскиваемых преступников — до причастности сальвадорских политиков к криминальным разборкам в Гватемале.
Прокуратура Гватемалы провела основательное расследование. Было установлено, что машину сальвадорских парламентариев остановили, доставили депутатов на заброшенную ферму и расстреляли их. Исполнителями преступления являлись сотрудники элитного отдела гватемальской полиции. Организовал преступление сальвадорский криминальный клан во главе с бывшим депутатом Законодательной ассамблеи от Национальной коалиционной партии Роберто Сильва Перейрой.
Судебный процесс состоялся в 2008. Несколько человек были признаны виновными и приговорены к длительным срокам заключения. Впоследствии выяснилось, что атака на сальвадорских депутатов — и в особенности на Эдуардо д’Обюссона — была целенаправленной местью за сотрудничество партии ARENA с американским Управлением по борьбе с наркотиками.
Похороны Эдуардо д’Обюссона имели государственный статус. На церемонии выступал президент Антонио Сака. Представитель Центральноамериканского парламента Роберто Мартинес назвал погибшего д’Обюссона «проводником центральноамериканской интеграции» и «выдающимся защитником демократии». Он вручил вдове орден Франсиско Морасана — высшую награду, предоставляемую Центральноамериканским парламентом.

## Семья
С 2002 Эдуардо д’Обюссон был женат на Лауре Каролине Родас — также партийной активистке и правительственной служащей.
Впоследствии — когда ARENA перешла в оппозицию — новые власти ФНОФМ предъявили Родас д’Обюссон претензии, связанные с избыточными денежными выплатами.